# Puccio Pucci
Puccio Pucci (Firenze, 12 aprile 1904 – Pomezia, 15 gennaio 1985) è stato un mezzofondista e dirigente sportivo italiano.

## Biografia
Avvocato, era figlio del notaio Piero Pucci - dirigente della Federazione Italiana di Atletica Leggera Regionale.
Già nel 1921 si iscrisse al PNF. Nel 1924 partecipò ai Giochi olimpici di Parigi negli 800 metri. Dal 1930 al 1932 fu segretario della FIDAL.
Nel 1939, il maggiore Pucci è nominato segretario generale del CONI, incarico che mantiene fino al 1943.
Capo del Servizio Informativo Fascista Repubblicano o Ufficio PdM, dopo l'8 settembre 1943 aderì alla Repubblica Sociale Italiana e fu nominato Capo di gabinetto dal primo segretario del Partito Fascista Repubblicano Alessandro Pavolini, col quale collabora a strettissimo contatto per la costituzione delle Brigate Nere, i cui primi Capi di Stato maggiore saranno Giovan Battista Riggio e in seguito Edoardo Facdouelle.
Il 14 marzo 1944 fu nominato Presidente del CONI dai vertici della RSI, scelto per la sua passata ed ottima esperienza dirigenziale nella FIDAL, rimanendo in carica per pochi mesi. Il periodo di Pucci alla guida del Comitato nel Nord Italia non è riconosciuto dallo Stato italiano in quanto avvenuto sotto un governo illegittimo.
Dopo la guerra si è ritirato a Firenze. Fino al 31 dicembre 1947.
Pur essendo omonimo non ha nulla a che fare con la storica famiglia Pucci marchesi di Barsento.
Muore a Pomezia (Roma) nel 1985, dove dirigeva uno stabilimento grafico.